# Zjeleznogorsk (oblast Koersk)
Zjeleznogorsk is een stad in de oblast Koersk in het westen van Rusland, ca. 130 km ten noordwesten van de stad Koersk met een kleine 100 000 inwoners in 2021.
Zjeleznogorsk werd in 1957 gesticht vanwege de winning van ijzerertsafzettingen in de magnetische anomalie van Koersk. In 1962 kreeg het de status van stad.